# Hans Rémond
Hans Rémond (* 27. Januar 1932 in Salzwedel, Deutschland) ist ein zeitgenössischer Maler. Sein Werk umfasst Bilder, Zeichnungen, Skulpturen, Radierungen, Fotografien, Musik, Objektkunst, Body Art, Environment und Aktionskunst.

## Leben
Rémonds Eltern, beide Schauspieler, flüchteten 1938 mit ihren Kindern von Salzwedel über Luxemburg nach Basel. Er besuchte die Schulen in Binningen und Münchenstein. Rémond absolvierte 1948 eine Lehre als Flachmaler und Autolackierer. Nach Abschluss seiner Lehre übte er den Beruf zunächst aus, bildete sich aber künstlerisch weiter. Seit 1961 ist er selbstständiger Künstler in Basel, wo er bis heute lebt.

## Werke
Die frühen Werke von Hans Rémond zeigen deutliche Spuren des Expressionismus, teilweise sind sie kubistisierend bzw. futurisierend (so speziell seine «Figur» aus dem Jahr 1966). Bald überwand er jedoch seine Vorgänger und wandte sich anderen Techniken und Materialien zu als der traditionellen Ölmalerei. Besonders bemerkenswert sind seine Schnurbilder, die den Betrachter einerseits zu äusserster ästhetischer Askese zwingen, andererseits aber auch das Wesen des Künstlers an sich in Frage stellen («jeder kann sein Schnurbild selber machen»). Rémond spielt Saxophon. Musik und Rhythmen widerspiegeln sich in seinen Werken. 
Rémond erhielt 1962 ein Kiefer-Hablitzel Stipendium, 1967 das Eidgenössische Kunststipendium und 1987 eine Auszeichnung des Kunstkredits Basel-Stadt. Seine Werke stellte er in mehreren Gruppenausstellungen aus. Zu seinem 90. Geburtstag fand im Rappazmuseum eine Einzelausstellung statt.